# Йитер, Клейтон
Клейтон Кейт Йитер (англ. Clayton Keith Yeutter; 10 декабря 1930 года, Юстис, Небраска, США — 4 марта 2017 года, Потомак, Мэриленд, США) — американский государственный деятель, министр сельского хозяйства США (1989—1991).

## Биография

### Образование и преподавательская деятельность
Его детство пришлось на годы Великой депрессии и Пыльного котла. В 1948 году окончил среднюю школу в Юстисе в 1948 году. В 1952 году окончил Университет Небраски-Линкольна со степенью бакалавра наук с отличием, высшей академической наградой Университета Небраски. Также занял первое место в выпускном классе Сельскохозяйственного колледжа и был назван «Выдающимся выпускником в сфере животноводства» в США.
Участвовал в Корейской войне в качестве основного летчика ВВС США. С 1957 по 1975 годы работал оператором на сельскохозяйственном предприятии площадью 2 500 акров в центральной части Небраски. Также до 1977 года продолжал служить в действующем резерве.
В 1960—1966 годах преподавал на факультете экономики сельского хозяйства в Университете Небраски-Линкольна, в 1960 году один семестр проходил обучение в аспирантуре по специализации «экономика сельского хозяйства» в Висконсинском университете в Мадисоне. После поступления в юридический колледж Университета Небраски-Линкольна работал редактором журнала Nebraska Law Review. В 1963 году получил диплом с отличием и занял первое место в своем выпускном классе. В 1966 году ему была присуждена степень докторская степень по экономике сельского хозяйства.

### Политическая и бизнес-карьера
В 1967 году начал профессиональную политическую карьеру в качестве руководителя аппарата губернатора Небраски. В течение последующих двух лет руководил координацией между канцелярией губернатора и Министерством сельского хозяйства, а также многочисленными государственными образовательными учреждениями. Кроме того, он отвечал за лоббирование законодательной программы губернатора Норберта Тимана. В сентябре 1968 году на время оставил государственную службу, поскольку был назначен директором миссии Университета Небраски в Колумбии. На тот момент это была крупнейшая в мире программа технической помощи сельскому хозяйству.
После возвращения из Колумбии в 1970—1971 годах занимал должность администратора службы по работе с потребителями и маркетингу в Министерстве сельского хозяйства США. В январе 1972 года назначен на две должности в кампании по переизбранию президента Ричарда Никсона. Он был директором по сельскому хозяйству по всей стране и одним из десяти региональных директоров. После переизбрания Никсона в 1973 году назначен заместителем министра сельского хозяйства по маркетингу и потребительским услугам, а в марте 1974-го — заместителем министра сельского хозяйства по международным делам и программам по сырьевым товарам. На этом посту отвечал за переговоры о прекращении торговой войны между США и Европейским экономическим сообществом из-за субсидий на сыр.
В июне 1975 года перешёл из министерства сельского хозяйства в администрацию президента, где занимал должность заместителя специального торгового представителя. В этой должности являлся представителем на торговых переговорах с зарубежными странами. В феврале 1977 году, вскоре после того, как Джеральд Форд покинул пост президента, ушёл с государственной службы.
В 1977—1978 годах был старшим партнером в юридической фирме Nelson, Harding, Yeutter & Leonard, которая в основном располагалась в Линкольне, Небраска.
В 1978—1985 годах — президент и главный исполнительный директор Чикагской товарной биржи, второй по величине фьючерсной биржи в мире. За этот период объём торговли сельскохозяйственными, валютными и процентными фьючерсами увеличился более чем в три раза. Находясь на посту президента, вёл переговоры об использовании индекса Токийской фондовой биржи для торговли фьючерсами и опционами. Также призывал европейских инвесторов вкладывать средства в валютные фьючерсы и опционы на Чикагской товарной бирже.

### Торговый представитель США
В 1985—1989 гг. — торговый представитель США в администрации Рональда Рейгана. На этом посту участвовал в принятии закона о торговле (1988), заключении Канадско-американского соглашения о свободной торговле, руководил начальными переговорами по Уругвайскому раунду о Генеральном соглашении по тарифам и торговле и использовал американские торговые законы для открытия товарам из Соединенных Штатов иностранных рынков. Эксперты считали аутсайдером из-за его неопытности во взаимодействии с Конгрессом при разработке законодательства, а также из-за того, что он был лишь в небольшой степени был частью команды президента.
3 февраля 1987 г., во время обсуждения Соглашения о свободной торговле между Канадой и США на семинаре Брукингского института, он высказал мнение, что это соглашение может поставить под угрозу канадскую культуру. Хотя этот комментарий не был заметен в Соединенных Штатах, он вызвал серьезные споры в Канаде. В ответ на комментарий премьер-министр Брайан Малруни заявил в канадском парламенте, что «его высказывания показали поразительное незнание Канады».

### Министр сельского хозяйства США
В 1989—1991 гг. — министр сельского хозяйства в администрации Джорджа Буша-старшего. Его главной задачей стало принятие новой редакции основополагающего отраслевого закона. Предыдущий был принят в 1985 г. и был направлен на оказание финансовой поддержки американским фермерам. В начале 1980-х гг. высокий уровень банкротств среди них побудил федеральное правительство предоставить беспрецедентные субсидии через «Закон о продовольственной безопасности» (1985). В основу «Закона о продовольствии, сельском хозяйстве, сохранении и торговле» (1990) в значительной степени были положены результаты Уругвайского раунда переговоров по Генеральному соглашению по тарифам и торговле. Кроме того, закон исключил субсидии фермерским хозяйствам Соединенных Штатов, предусмотренные документом 1985 г.

## Дальнейшая карьера
В январе 1991 года назначен председателем Национального комитета Республиканской партии. После его избрания сбор средств существенно снизился и около 25 % сотрудников были уволены, поэтому на этом посту он сосредоточился на стабилизации уровня финансовых поступлений.
В 1992—1993 годах — советник президента по внутренней политике. Ему был предоставлен дополнительный контроль над экономическими и внутренними советами администрации Буша, которые формировали аппарат правительства.
С февраля 1993 года являлся старшим советником в Hogan Lovells (ранее Hogan & Hartson L.L.P.) в Вашингтоне и занимал многочисленные должности корпоративного директора. В марте 1997 года зарегистрировался для лоббирования законопроекта о фермерских хозяйствах Американского фонда сельскохозяйственных угодий.
Еще в должности председателя Национального комитета Республиканской партии вошёл в советы директоров Caterpillar Inc. и Texas Instruments, также входил в совет ConAgra Foods. После ухода с государственной службы в 1993 году занимал пост директора Danielson Holding Corporation и America First. Кроме того, занимал пост председателя совета директоров Oppenheimer Funds, Inc. и CropSolutions, Inc. Ранее входил в совет директоров Coventa Holding Corp., Chicago Climate Exchange, FMC Corporation, B.A.T. Industries, а затем — American Commercial Lines Inc., Covanta Holding Corporation и Weyerhaeuser. В последние годы входил в совет директоров Neogen Corporation и Burlington Capital Group. Также являлся владельцем Keating Network LLC, компании, призванной помогать малому и среднему бизнесу.

## Семья
После окончания Университета Небраски-Линкольна в 1952 г. женился на Жанне Вирк, от которой у него было четверо детей: Брэд Йейттер, Грегг Йейттер, Ким (Йейттер) Боттимор и Ван Йейттер. Вирк была неофициальным председателем группы жен Кабинета министров во время правления президента Джорджа Буша-старшего.
Через два года после смерти Жанны Вирк женился на Кристене Бах, которая занимала несколько ответственных должностей в администрациях президентов Рейгана и Буша, в том числе в аппарате Белого дома. Они удочерили трех детей: Викторию, Елену и Оливию.

## Награды и звания
Офицер новозеландского ордена Заслуг (2012).
Почётный доктор Университета Клемсона, Университета Де Поля, Джорджтаунского университета, Уэслианского университета Небраски, Университета Санта-Клары, Аризонского университета, Университета Восточного побережья штата Мэриленд и Университета Небраски-Линкольна.
Почётный член Американского общества агрономии (ASA) (1990).